# Tauqi

Tauqi-Schrift

Tauqi ist eine der sechs Schriften der perso-arabischen Kalligrafie. Sie wurde in der Zeit al-Ma'mūns (813–833), des siebenten Kalifs der Abbasiden entwickelt. Tauqi wurde oft bei Unterschriften verwendet, deshalb nannte man sie Tauqi (arabisch für Unterschrift). Die Schrift wurde meistens für wichtige Dokumente und Unterlagen benutzt.